# Pachycephalopsis hattamensis
La petroica dorsiverde (Pachycephalopsis hattamensis) es una especie de ave paseriforme de la familia Petroicidae endémica de Nueva Guinea.

## Subespecies
- Pachycephalopsis hattamensis axillaris
- Pachycephalopsis hattamensis ernesti
- Pachycephalopsis hattamensis hattamensis
- Pachycephalopsis hattamensis insulanus
- Pachycephalopsis hattamensis lecroyae